# Foveon X3
Der von Foveon (das im November 2008 von Sigma aufgekauft wurde) entwickelte CMOS-Sensor Foveon X3 verwendet drei übereinander liegende Sensorelemente statt mehrerer nebeneinander liegender Pixel, um mit jedem Bildpunkt Farbinformationen aufzuzeichnen. Der Chip wird vom südkoreanischen Hersteller DB HiTek (ehemals Dongbu HiTek, davor Dongbu Electronics) gefertigt.

Absorptionseigenschaften und Aufbau eines Foveon-X3-Bildsensors für ein Pixel

## Funktionsprinzip
Licht unterschiedlicher Wellenlänge dringt unterschiedlich tief in Silicium ein. So beträgt die durchschnittliche Eindringtiefe von blauem Licht (450–480 nm) etwa 1 bis 1,8 µm, von grünem Licht (520–560 nm) etwa 2,7 bis 3,6 µm und von rotem Licht (600–640 nm) etwa 5 bis 7 µm. Bei diesen Tiefen handelt es sich um statistische Mittelwerte. Diese Tiefendiskriminierung ermöglicht eine gewisse Farbseparation durch Aufbau eines Dreischichtsensors. Die Farbempfindlichkeit weicht erheblich von der des menschlichen Auges ab, insbesondere der Bereich zwischen 550 nm und 600 nm (grün, gelb, orange, rot) hat für das menschliche Auge eine ziemlich andere Charakteristik als für einen Foveon-X3-Sensor. Der Absorptionskoeffizient ändert sich in diesem Bereich um etwa 30 Prozent. Durch geschickte Vorfilterung und Signalverarbeitung kann das hinreichend korrigiert werden.
Der Sensor Foveon X3 Quattro bietet ein Verhältnis von 1 : 1 : 4 für die Anzahl der roten, grünen und blauen Pixel. Die oberste Ebene erfasst Luminanz- und Farbinformationen, während die unteren beiden Ebenen nur Farbinformationen erfassen. Diese Struktur verhindert die Verschlechterung des Signal-Rausch-Verhältnisses, die typischerweise mit einer hohen Pixelzahl verbunden ist. Gleichzeitig ermöglicht es eine schnelle Datenverarbeitung, die für eine originalgetreue Farbwiedergabe erforderlich ist. Er ist in der Lage, die Bildqualität beizubehalten und gleichzeitig die Auflösung zu erhöhen und die Rauscheigenschaften zu verbessern.

## Vergleich mit konventionellen Digitalkameras

### Systembedingte Vorteile
Bei Foveon-X3-Sensoren ist im Gegensatz zu Bayer-Sensoren durch die räumlich übereinanderliegenden Farbsensoren Farbmoiré so gut wie unbekannt. Dadurch kann man auf die schärfemindernden Antialias-Filter verzichten, ohne Farbmoiré befürchten zu müssen. Damit ergeben sich die zwei objektiven Hauptvorteile dieser Sensoren: Das Fehlen von Farbmoiré und hohe Bildschärfe schon bei geringer Pixelanzahl. Weitere, teilweise subjektive Vorteile sind eine angenehmere Darstellung von orangen und roten Farbtönen.
Weitere häufig aufgezählte Vorteile sind dagegen entweder in der Praxis nicht nachweisbar oder nachweisbar falsch. So können heutige Foveon-Sensoren kein Kapital aus dem Fehlen der Lichtabsorption in einer Farbmaske schlagen, sie sind in der Empfindlichkeit weit abgeschlagen. Der Auflösungsvorteil gegenüber Bayer-Sensoren liegt weiterhin nicht bei einem Faktor von 3, sondern eher zwischen 1,5 und 2. Weiterhin liefern weder Foveon- noch Bayer-Sensoren direkte Farbwerte. Foveon-Sensoren benötigen aber kein Demosaicing der jeweils fehlenden Farbsubpixel.

### Systembedingte Nachteile
Die bessere räumliche Kontrastauflösung von Farben des Foveon-X3-Sensors ist ohne Zweifel gut. Die daraus in der Literatur gelegentlich abgeleitete Farbtreue hat allerdings mit der Kontrastauflösung von Farben nichts zu tun. Hier haben diese Sensoren den Nachteil, dass man keine angepassten optischen Farbfilter aufbringen kann, sondern auf die Tiefendiskrimierung des verwendeten Halbleitermaterials Silicium angewiesen ist. Diese ist anders und schwächer als die der Zapfen des menschlichen Auges. Nur durch Vorfilterung und Nachbearbeitung kann das teilweise kompensiert werden. In der Praxis stellt sich heraus, dass die Farbreinheit stellenweise überbetont, an anderer Stelle hingegen reduziert ist. Graublau und Lila werden zu leuchtendem Enzianblau, und Blattgrün wird schlecht differenziert und tendiert zuweilen in Richtung eines gelblichen Olivs.
Das Farbrauschen ist bei ISO 100 bis 400 gering, steigt aber insbesondere ab ISO 1600 deutlich an. Es besteht aus großflächigen grünen und lilafarbenen Flecken, die als sehr störend empfunden werden können. Dafür gibt es zwei Ursachen: zum einen ist das Ausleserauschen des Foveon-Sensors sehr hoch, zum anderen ist die Farbseparation gering, so dass eine nachträgliche Anhebung des Farbkontrasts erforderlich ist, um Bilder mit normaler Farbsättigung zu erhalten.

### Angabe der Pixelzahl
Sigma gibt für den Foveon-X3-„Direktbildsensor“ Pixelzahlen an, die sich trotz der Tiefenstaffelung der drei Farben in einem Pixel in Analogie zu Pixelzahlen für Bayer-Sensoren aus der dreifachen Anzahl der Pixel ergeben. Beim letzten 44,25-Megapixel-Sensor wurde weiterhin auf 46 MP aufgerundet.
Die Auflösung von Kameras mit Bayer-Sensor und gleicher Pixelanzahl wird in Bezug auf die Helligkeitssignale faktisch aber nicht erreicht. Allerdings ist der Foveon X3 bei der Farbauflösung den Bildsensoren mit Farbmosaiken deutlich überlegen. Die optische Auflösung, die mit einer Kamera tatsächlich erreicht wird, wird oft nicht durch die Bildauflösung, sondern durch andere Einflüsse begrenzt, wie zum Beispiel den Einsatz von optischen Tiefpassfiltern und Rauschunterdrückungsverfahren oder durch Aberrationen und Fokussierungsfehler.

## Anwendungen
Zurzeit wird der Chip nur von Sigma in den digitalen Spiegelreflexkameras SD9, SD10 (beide 2268×1512 × 3), SD14, SD15 (beide 2652×1768 × 3) und der neuen Sigma SD1 Merrill mit einem 30 Prozent größeren Sensor und 14,7 × 3 Megapixeln (4704×3136 × 3) sowie den Kompaktkameras der DP1-, DP2- und DP3-Reihe verbaut.
Die 2014 vorgestellte dp2 Quattro verfügt über den neu entwickelten Foveon-X3-Quattro-Sensor. Seine Größe ist etwa gleich geblieben. 5424 × 3616 Pixel im Blaulayer stehen für den Grün- und Rotlayer nur 25 Prozent gegenüber mit 2712 × 1808 Pixel und damit liegt der Sensor für diese Farben immer noch im Bereich der bisherigen Kameras unterhalb der SD1 wie der SD 15. Auch die weiteren Modelle aus der Quattro-Reihe, die dp0, dp1 und die dp3, verwenden den Foveon X3 Quattro-Sensor, welcher aus viermal mehr blauen Dioden besteht und vom Aufbau dem klassischen Farbfilm ähnelt, da jede Schicht alle Informationen des verfügbaren Lichts einfangen kann. Dabei wird 14 Bit Kanaltiefe im Raw-Format unterstützt.
In der 2004 vorgestellten Polaroid X530 wurde der Chip ebenfalls verwendet, die X530 erreichte wegen ihrer Probleme mit der kamerainternen Bildverarbeitung jedoch nie die Marktreife und wurde noch in der Einführungsphase wieder zurückgezogen.